# Regina-Caelilyceum (Dilbeek)
Het Regina-Caelilyceum (RC) is een katholieke school voor middelbaar onderwijs in Dilbeek (aartsbisdom Mechelen-Brussel, provincie Vlaams-Brabant). Dit lyceum van de Zusters van Liefde werd in 1927 gesticht en verstrekt algemeen secundair onderwijs (ASO). Aan de school is ook een internaat verbonden, een school voor lager onderwijs en een kleuterschool.
Oorspronkelijk was deze school een meisjesschool, maar sinds het verbod op niet-gemengde scholen in Vlaanderen worden ook jongens aangenomen als leerling.
Het lyceum maakt deel uit van de Scholengemeenschap voor Katholiek Secundair Onderwijs Dilbeek-Ternat.
De directie is gesplitst in een directie voor de 1ste graad en een directie voor de 2de en de 3de graad.

## Bekende alumni
- Aimée De Smet
- Sven Kums
- Thomas Foket